# Sicko (film)
Pour les articles homonymes, voir Sicko.
Pour plus de détails, voir Fiche technique et Distribution.
Sicko (ou SiCKO) est un film documentaire de deux heures du réalisateur américain Michael Moore, d'abord projeté le 19 mai 2007 au Festival de Cannes (hors compétition) pour les journalistes. Sa sortie en salles a eu lieu le 22 juin 2007 aux États-Unis, le 10 octobre 2007 en Belgique et le 5 septembre 2007 en France.

## Thèmes
Le sujet principal de cette œuvre est la comparaison du système de santé des États-Unis, à ceux du Canada, de la Grande-Bretagne, de la France et de Cuba. Ce documentaire veut faire remarquer que le système de santé des Américains est très inhumain par rapport à ceux de tant d'autres pays, étant donné qu'il dispose de liens quasiment systématiques avec les services privés et les compagnies d'assurance.
Dans ce documentaire, des secouristes des attentats du 11 septembre 2001 intervenus dans les décombres du World Trade Center sont présentés. Malades en raison des différents composés en suspension qu'ils ont inhalés peu après les attentats ou des traumatismes psychologiques qu'ils ont subis, ils ont des difficultés financières à obtenir des soins abordables. Leurs difficultés sont mises en parallèle avec les soins de qualité prodigués aux prisonniers de Guantánamo, qui sont considérés par le gouvernement américain comme de dangereux terroristes.
D'une manière générale, Michael Moore y explique que certains services comme les soins médicaux, mais aussi l'enseignement et la politique familiale, devraient être publics de manière à en faire profiter le plus grand nombre.

## Fiche technique
Sauf indication contraire, les informations mentionnées dans cette section peuvent être confirmées par la base de données cinématographiques IMDb,  présente dans la section « Liens externes ».
Fiche technique sur IMDb
- Titre original et français : Sicko
- Autres titre : SiCKO
- Réalisation : Michael Moore
- Scénario : Michael Moore

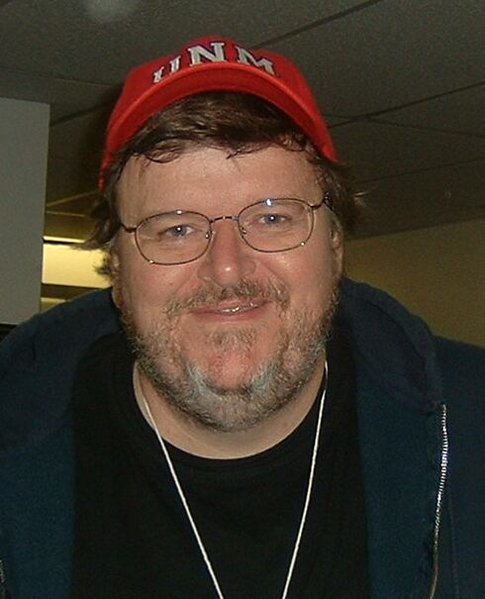
Michael Moore, réalisateur et scénariste du film

- Producteur : Michael Moore, Meghan O'Hara, Susannah Price, Anne Moore (co-productrice)
  - Producteur exécutive : Bob Weinstein, Harvey Weinstein, Kathleen Glynn
- Musique : Erin O'Hara
- Image : Andrew Black
- Montage : Geoffrey Richman, Christopher Seward (alias Chris Seward), Dan Swietlik
- Gestion de la production : Ismael Gonzalez, Michael Jackman (post-production), Paul Leonardo Jr. (superviseur de la post-production)
- Effets visuels : Jessica Brunetto, Bryan Cox, David Michael Friend, Josh Kanuck, Andy Mastrocinque, Franklin S. Zitter
- Durée : 123 min (2 h 3 min)
- Budget: 9 million de $ US[3]
- Format : couleur - 1.85 : 1 - son DTS / Dolby Digital / SDDS - 35mm
- Sociétés de production : The Weinstein Company, Dog Eat Dog Films
- Sociétés de distribution : 
  - France : TFM Distribution
  - USA : The Weinstein Company
  - Canada : Alliance Atlantis Motion Picture Distribution
- Dates de sortie[4]: 
  - France : 19 mai 2007 (Festival de Cannes), 5 septembre 2007 (sortie nationale)
  - Canada : 29 juin 2007
  - USA : 22 juin 2007 (sortie new-yorkaise), 3 juillet 2007 (sortie nationale)
  - Belgique : 8 octobre 2007 (Festival international du film de Flandre-Gand)
  - Belgique : 10 octobre 2007
- Classification : PG-13 aux États-Unis

## Lieux de tournage
- États-Unis : 
  - Denver,  Colorado
  - Pont Ambassadeur à Détroit,  Michigan
  - East Rutherford,  New Jersey
  - Downtown (  Boston )
  - Las Vegas
  -  Nouveau-Mexique
  - South Los Angeles - Los Angeles (  Californie )
  - New York,  New York
  - St. Joseph Medical Center (en), Kansas City,  Missouri
- Cuba : La Havane
- Canada : 
  - London et Windsor
  - Ontario
- Royaume-Uni : 
  - Greenwich, Hammersmith et Londres
- France : 
  - Palais de Chaillot, Paris 16e arrondissement
  - Pont Alexandre-III, Paris 7e arrondissement
  - Avenue Victor-Hugo, Porte des Lilas, Métro de Paris

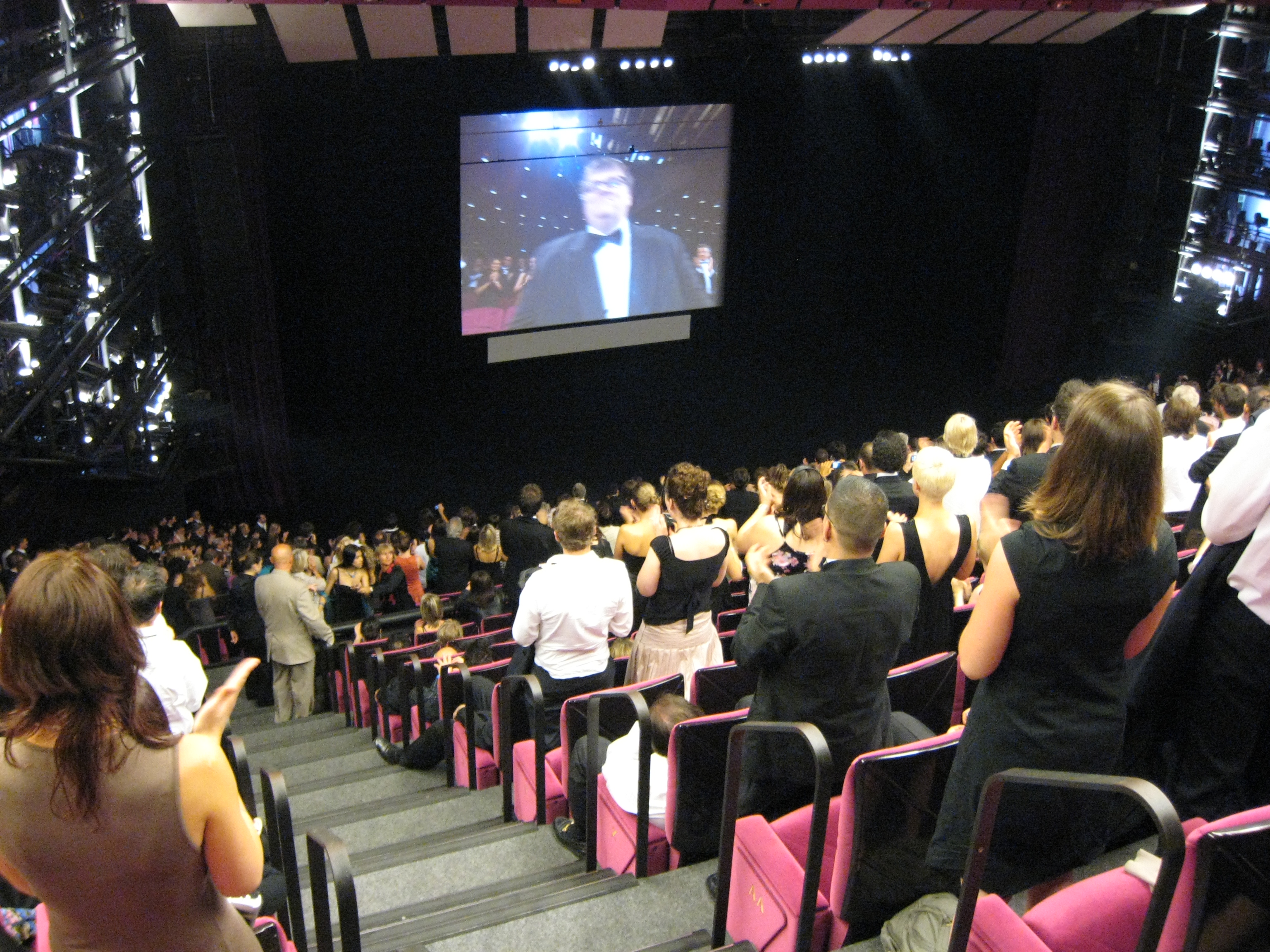
Michael Moore lors de la projection du film documentaire au Festival de Cannes 2007.

  - Courbevoie

## Box office
Source : Box Office Mojo et Cinefeed
- États-Unis : 24 540 079 $[3]
- Monde : 36 088 109 $[3]
- France : 94 458 entrées[5]

## Récompenses et nominations
Source : AlloCiné
| Année | Festival ou Award                              | récompenses                                        | Pour          | Résultat   |
| ----- | ---------------------------------------------- | -------------------------------------------------- | ------------- | ---------- |
| 2007  | Festival de Cannes 2007                        | Longs métrages - Hors-compétition                  | Michael Moore | Nomination |
| 2007  | Festival du cinéma américain de Deauville 2007 | Prix coup de cœur Canal + du meilleur documentaire | Michael Moore | Nomination |
| 2008  | 80e cérémonie des Oscars                       | Oscar du meilleur film documentaire                |               | Nomination |
| 2008  | Writers Guild of America Awards 2008           | Meilleur scénario de documentaire                  | Michael Moore | Nomination |
| 2008  | Writers Guild of America Awards 2008           | Meilleur documentaire                              |               | Lauréat    |